# لینگ، نورفک
لینگ (به انگلیسی: Lyng) یک روستا و محله مدنی در بریتانیا است که در Breckland District واقع شده‌است. لینگ ۷٫۹۹ کیلومتر مربع مساحت و ۸۰۷ نفر جمعیت دارد.